# Jeanne Filleul-Brohy
Jeanne Marie Henriette Filleaul-Brohy, nascuda Haëntjens, (París, 1 de gener de 1867 – Le Loroux-Bottereau, Loira Atlàntic, 20 d'abril de 1937) va ser una jugadora de croquet francesa, que va competir a cavall del segle xix i el xx. Era germana del també esportista Marcel Haëntjens i cosina de Jacques Sautereau i Marie Ohier.
El 1900 va prendre part en els Jocs Olímpics de París en la competició de croquet. Finalitzà en cinquena posició en la prova individual a dues boles i abandonà en la prova d'una bola individual.